# 나눔축산운동본부
나눔축산운동본부는 지속가능하고 성숙한 선진 축산시스템으로 한 단계 더 도약하기 위해 경제성장 뿐만 아니라 사회·환경문제 해결에도 적극 참여하는 축산인 모두의 실천운동으로서 농업인, 소비자 및 축산인의 행복한 미래 구현을 목적으로 2012년 2월 13일 설립 허가된 대한민국 농림축산식품부 소관의 사단법인이다. 사무실은 서울특별시 송파구동남로23길 56, 4층에 있다.
- 내가 가진 1%, 내가 가진 한마음 나누기(기부운동)
- 지역사회(농업, 농촌) 소외계층에 대한 다양한 봉사·후원활동
- 축산과 경종업간 상생사업 발굴 추진
- 환경개선운동, 친환경 녹색성장사업
- 농업인, 소비자, 축산인의 상호 이해증진 활동
- 기타 법인목적을 달성하기 위하여 필요한 사업